# أورورا كونا
أورورا كونا (بالبرتغالية: Aurora Cunha‏) هي منافسة ألعاب القوى برتغالية، ولدت في 31 مايو 1959 في Ronfe ‏ في البرتغال.

## وصلات خارجية
- أورورا كونا على موقع الاتحاد الدولي لألعاب القوى (الإنجليزية)
- أورورا كونا على موقع الاتحاد الأوروبي لألعاب القوى (الإنجليزية)
- أورورا كونا على موقع رابطة إحصائيات سباق الطريق (الإنجليزية)
- أورورا كونا على موقع أوليمبيديا (الإنجليزية)